# Nate Grey
Nathaniel "Nate" Grey, conosciuto anche come X-Man, è un personaggio dei fumetti statunitensi creato da Jeph Loeb (testi) e Steve Skroce (disegni), pubblicato dalla Marvel Comics. Apparso per la prima volta sulle pagine della serie X-Man n. 1 (marzo 1995) a lui dedicata, Nate è un mutante appartenente alla classe Omega proveniente da Terra-295, nota anche come Era di Apocalisse. Il nome Nate deriva da quello del suo creatore, all'anagrafe Nathaniel Essex mentre il cognome è quello della madre biologica, Jean Grey.

## Storia editoriale
In origine pianificata come una mini-serie di quattro numeri, X-Man rimpiazzò Cable durante il crossover L'era di Apocalisse pubblicato durante gli anni novanta. Lo stesso personaggio di Nate Grey nacque come controparte di Cable nella realtà alternativa di Terra-295. Alla fine dell'arco narrativo però, le alte sfere Marvel decisero di inserire Nate nella continuity principale dell'Universo Marvel con un notevole sforzo creativo che non mancò di lasciare perplessi alcuni lettori.
La serie principale dedicata ad X-Man continuò fino al 2001 mentre il personaggio assunse il ruolo di ospite in altre testate prestigiose tra cui Uncanny X-Men, Astonishing X-Men, Cable e The Amazing Spider-Man.

## Biografia del personaggio

### Origini
Originario di Terra-295, realtà parallela conosciuta anche come Era di Apocalisse, nella quale Charles Xavier venne ucciso prima di avere la possibilità di dar vita agli X-Men, Nate fu creato artificialmente in laboratorio unendo il materiale genetico di Ciclope e Jean Grey ad opera di Sinistro, scienziato nonché seguace di Apocalisse. Nelle sue intenzioni il ragazzo avrebbe dovuto aiutarlo a sconfiggere Apocalisse ed a conquistarne il potere, tuttavia Ciclope aiutò Nate a fuggire senza che i due fossero a conoscenza della reciproca parentela rendendo vane le speranze del genetista. Successivamente Nate fu adottato da un gruppo di mutanti ribelli tra cui Toad, Mastermind e Forge che di fatto ricoprì nella sua vita quella figura paterna che fino ad allora gli era mancata. Quando un Sinistro camuffato si unì al gruppo e rivelò a Nate le sue vere origini affrontò e uccise Forge; il giovane in un accesso d'ira ferì a morte il genetista. Dopo questi eventi Nate abbandonò il gruppo, compresa la sua amata Siryn, e cercò di unirsi agli X-Men guidati da Magneto nella loro lotta contro il malvagio Apocalisse. Mentre la squadra di mutanti cercava disperatamente di restaurare la continuità spazio-temporale per mezzo del Cristallo M'Kraan Nate ingaggiò una durissima battaglia con Olocausto figlio di Apocalisse, che terminò quando Nate pugnalò l'avversario con un frammento dello stesso cristallo. Le conseguenze di questo evento furono inaspettate e incredibili poiché entrambi i contendenti vennero di colpo trasportati nella realtà principale dell'Universo Marvel e, mentre Nate entrava nell'orbita della Terra e toccava il suolo in Svizzera con un fragoroso urlo telepatico percepito da tutti i telepati del pianeta, di Olocausto si persero le tracce.

### Nuovo mondo
Appena arrivato su Terra-616 in stato confusionale Nate provoca la resurrezione di Madelyne Pryor, in un tentativo inconscio di collegarsi telepaticamente con la madre. Dopo un breve incontro tra i due il ragazzo vaga senza meta per un certo periodo entrando in contatto con vari personaggi quali Xavier, Moira McTaggart e Sinistro, stabilendosi infine a New York City dove stringe amicizia con l'Uomo Ragno. Durante l'arco narrativo Operazione: Zero Tolerance, avvertito telepaticamente dal fratellastro Cable, Nate salvò i cugini Joey e Gailyn Bailey dall'attacco delle Sentinelle prima di fuggire per non essere a sua volta scoperto da esse. In seguito ritrovò e strinse un forte legame con i suoi genitori biologici e molti altri X-Men ed ebbe anche un ruolo nella nascita e nella sconfitta dell'entità Onslaught. Presto una nuova Madelyne fece il suo ingresso nella vita di Nate, manipolando i suoi sogni e facendogli distruggere obiettivi strategici mentre si trovava all'interno della fase REM del sonno. La donna svelò poi di esser giunta da una dimensione parallela e tentò di convincere il ragazzo ad aiutarla nel portare a compimento il suo progetto di dominare il mondo. Nate rifiutò la proposta e poco tempo dopo fu raggiunto da alcune versioni alternative di se stesso dalle quali apprese la conoscenza per viaggiare attraverso le dimensioni, oltre che uno degli scopi principali di Madelyne: la donna stava "collezionando" versioni alternative di Nate, che però non erano riuscite a raggiungere il loro massimo potenziale, in modo da utilizzarle come armi per piegare la volontà dei governi mondiali e imporsi come dominatrice. Per scoprirne di più Nate fece risorgere il passato amante di Madelyne, un Forge alternativo, che gli spiegò che la donna in realtà era una Jean Grey corrotta dal male che aveva rimpiazzato la vera Madelyne regnante di una terra parallela. Dopo queste rivelazioni furono attaccati da Mr. Scratch, uno dei sottoposti di Madelyne, e Nate fu costretto a fondersi con una delle proprie versioni alternative per riuscire a sconfiggerlo. Tornato da Madelyne il ragazzo pose fine ai suoi giorni di conquista, mostrando adesso un tatuaggio a forma di "X" sul torace come risultato della fusione con il Nate alternativo schiavizzato dalla donna. Grazie a tale emblema riuscì finalmente ad utilizzare pienamente e sotto controllo i propri poteri oltre che a prevenire che questi causassero la sua morte, come fin dall'inizio si era temuto.

### Sciamano della tribù mutante

Disegni di Ariel Olivetti

Dopo la sconfitta della malvagia Regina Jean Nate cominciò a considerarsi lo sciamano della tribù mutante passando il suo tempo ad intervenire qualora ce ne fosse bisogno e ad insegnare ad altri come utilizzare e controllare i propri poteri. Fu in questo periodo che entrò in contatto con Qabiri, malvagia entità proveniente da un universo parallelo avente come unico scopo quello di distruggere ogni Terra parallela. Qabiri temeva che un giorno un non ben specificato essere sarebbe giunto sul suo pianeta e lo avrebbe portato alla distruzione e per prevenire questo atto aveva già nullificato numerose altre dimensioni prima di arrivare su Terra-616 dove Nate riuscì a sconfiggerlo. In ultimo Nate combatté contro l'Anti-Man: alieno inviato sulla Terra con lo scopo di insinuarsi all'interno del codice genetico di qualunque essere presente su di essa e sottrarne l'energia vitale fino a che i suoi abitanti non sarebbero morti, liberando il pianeta. Per salvare il mondo Nate si fuse con Anti-Man avvelenando le cellule da cui l'alieno avrebbe dovuto sottrarre energia, frammentando entrambe le loro essenze fra tutti gli esseri del globo.

### Ritorno
Mentre nella cittadina di Burton, California, gli abitanti si comportano in maniera bizzarra proclamando di essere X-Man, Osborn ordina ai suoi mutanti di recarsi sul posto ed investigare per calmare l'opinione pubblica e rialzare gli indici di gradimento nei confronti di H.A.M.M.E.R. Assunto l'aspetto di Jean Grey, Mystica porta il suo gruppo a visitare uno dei pazienti ricoverati dopo lo strano incidente e durante l'interrogatorio l'intera stanza viene riempita da lampi di energia che annunciano il ritorno in vita di Nate. Scambiata Mystica per la madre, il ragazzo tenta di difenderla da Bestia Nera prima di scomparire nel nulla; tornati alla base vengono informati da Osborn della pericolosità del mutante ed obbligati ad abbatterlo alla prima occasione. Ricorsi all'aiuto della divisione psichica di H.A.M.M.E.R. gli X-Men tentano un recupero forzato di Nate dal piano psichico nel quale la sua mente era stata confinata dopo essere stata frammentata in miliardi di pezzi: l'operazione si rivela un fallimento, tuttavia aggrappandosi alla sonda telepatica esterna Nate riesce ad aggiornarsi su tutti gli avvenimenti che hanno sconvolto il mondo in sua assenza e ad evadere nella realtà ricreandosi un corpo grazie ai suoi poteri. Riapparso all'esterno dell'ex Stark Tower affronta i Vendicatori prima di essere sconfitto da Iron Patriot ed incenerirsi in un lampo di luce occupando in forma psichica il corpo di Osborn. Giunta nel suo ufficio Mystica gli impone di liberarla dall'impianto esplosivo installatole durante la rivolta a S.F. o rivelerà a tutti la verità; per nulla intimidito Nate le espone i propri progetti di miglioramento del mondo prima di essere disturbato dalla psiche di Osborn che cerca di riprendere il controllo del corpo. Allontanatasi Mystica decide di riunire gli X-Men e ricorrere nuovamente alla divisione psichica per entrare nella mente di Norman ed aiutarlo a liberarsi di Nate in modo da guadagnarne la fiducia. Una volta all'interno però liberano per sbaglio la personalità folle di Goblin che riunitosi a Norman sconfigge Nate e lo espelle dalla sua mente; come risultato di essere stato così a lungo a contatto con un essere umano, riguadagna un corpo fisico prima di essere imprigionato, torturato ed utilizzato come propellente per la Macchina Omega. Il temibile Sugar Man teneva imprigionato Nate e ne utilizzava l'energia per aprire portali dimensionali nella speranza di ritrovare la strada di casa. X-Man è stato liberato dai New Mutants, ma durante la lotta per liberarsi ha compiuto uno sforzo tale da perdere gran parte dei suoi poteri. Attualmente fa parte dei Nuovi Mutanti guidati da Danielle Moonstar.

## Poteri e abilità
Creato dall'unione dei genomi Summers e Grey, Nate ha ereditato principalmente le doti mutanti materne. Tuttavia a differenza del fratello Cable, concepito "naturalmente" da Scott Summers e Madelyne Pryor clone di Jean, X-Man non è stato infettato dal virus tecnorganico cosa che lo rende di molto più potente, poiché non impiega i propri doni per mantenerlo sotto controllo. Capace di attingere alle enormi fonti di energia del piano astrale in modo da manipolare sia la materia che l'energia stessa, è in grado di manifestare potenti forme di telecinesi e telepatia. Oltre a leggere e proiettare pensieri, creare illusioni e confondere i nemici, ha sviluppato anche una potente forma di psicometria che gli consente di rivivere la storia di un particolare oggetto passato attraverso le mani di più proprietari. Grazie alla telecinesi, riesce a muovere il proprio corpo, oggetti di qualsiasi forma e peso, persino a levitare e volare a velocità supersoniche. Utilizzando, in particolare, questo potere è riuscito ad inserirsi all'interno dei campi magnetici che avvolgono la Terra e, sfruttando i propri neuroni, a emettere telepaticamente devastanti impulsi elettromagnetici capaci di cortocircuitare menti e macchinari. Grazie agli insegnamenti di una Madelyne proveniente da un universo parallelo e a quelli dei suoi altri sé sparsi per varie realtà, ha anche imparato a sfruttare la telecinesi per rimuovere le barriere che separano le diverse dimensioni e a viaggiarvi attraverso. Tutti questi poteri combinati ne fanno uno dei più potenti mutanti dell'Universo Marvel assieme a Scarlet, Franklin Richards, Fenice, Tempesta, Rogue, Mad Jim Jaspers, Marvel Girl, Vulcan, Exodus, Mr. M e Hyperstorm.
Come nel caso di Cable, l'utilizzo dei poteri mutanti di X-Man gli provoca l'illuminazione dell'occhio sinistro.

## Altri media

### Televisione
X-Man appare nella serie animata Insuperabili X-Men degli anni Novanta, e in Wolverine e gli X-Men viene mostrata una sequenza simile a quella in cui Sinistro estrasse DNA da Ciclope e Jean Grey nell'ambito fumettistico.

### Videogames
X-Man è un personaggio nascosto nella versione per PSP del videogioco X-Men Legends II: Rise of Apocalypse.